# Erik Arrhén
Carl Erik Arrhén, född 24 november 1899 i Kristbergs församling, Östergötlands län, död 3 september 1958 i Uddevalla församling, Göteborgs och Bohus län, var en svensk lektor och politiker (Högerpartiet).
Arrhén avlade studentexamen i Västerås 1919 och skrevs året efter in som student vid Uppsala universitet. Han blev filosofie doktor 1929 och filosofie magister 1937. Han var ordförande i studentföreningen Heimdal 1928.
Arrhén var lektor i Haparanda från 1939 och i Uddevalla från 1940. Arrhén har bland annat utgett Den tyska parlamentarismens utveckling under kejsardöme och riksrepublik (1929, hans doktosavhandling). Han var redaktör för Nationell Tidning 1929-33 och Ungsvensk Lösen 1934-37.
Arrhén gjorde också åtskilligt, för att lyfta fram den svenska konservatismen. Här märks bland annat introduktioner till unghögern, Vitalis Norström och Pontus Fahlbeck.
Som politiker var Arrhén ledamot av riksdagens första kammare 1943-1958.
Erik Arrhén gifte sig 1934 med Margareta Bæckström och de fick tre barn.